# Ceramica preellenica
Ceramica preellenica è il complesso di opere in terracotta prodotte nelle epoche minoica e micenea, nei territori dell'Asia Minore e nelle isole e coste orientali del mar Mediterraneo prima del consolidarsi della civiltà ellenistica. Comprende diversi aspetti e culture:

## Ceramica cretese o minoica

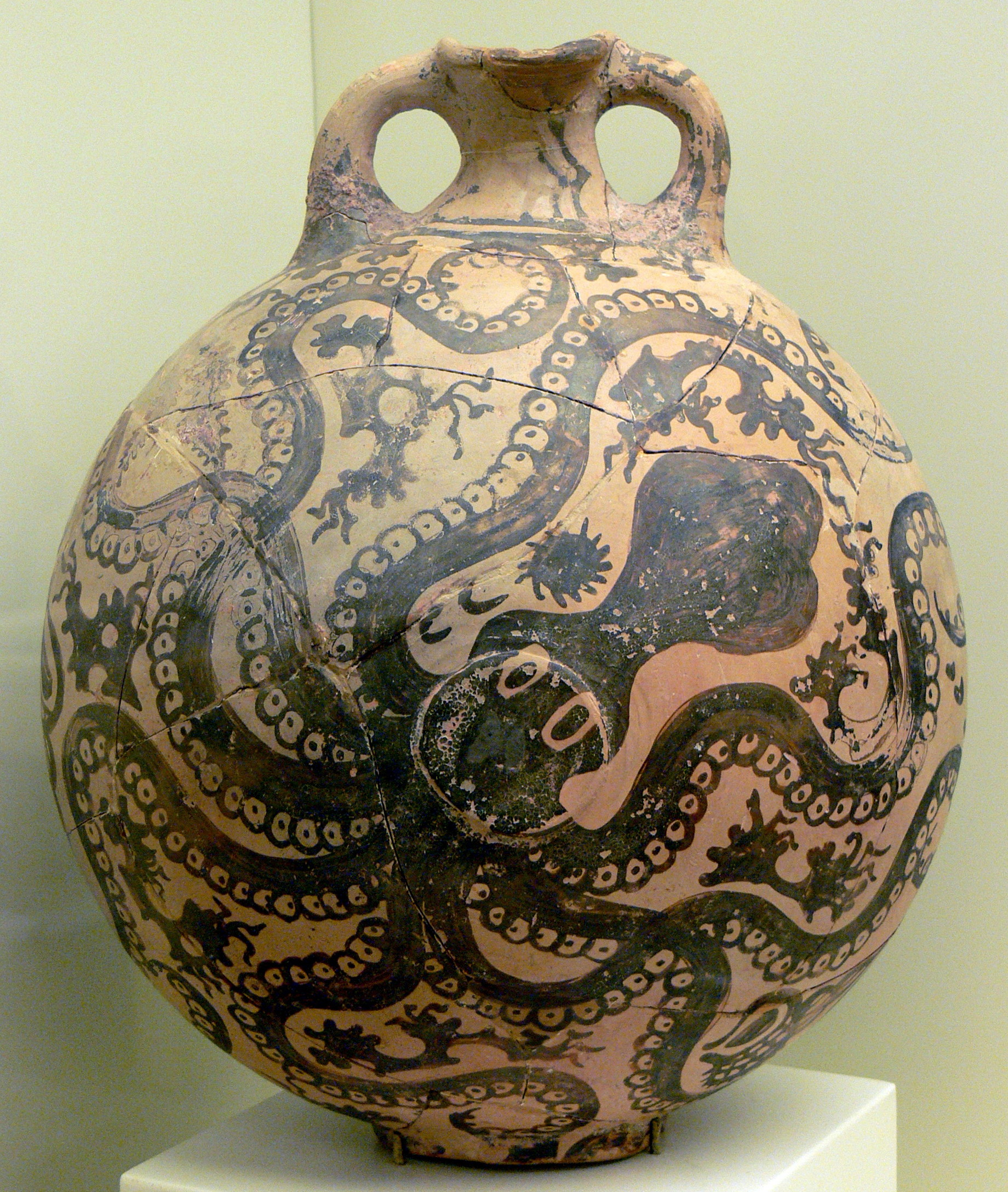
Anfora con motivo tipico del polpo, 1500 a.C. (Tardo Minoico).

La ceramica cretese (o minoica) è rappresentata da due complessi ben differenziati:
- Le tavolette con geroglifici e caratteri non decifrati, scoperte nelle rovine di Cnosso e che potevano formare parte di una biblioteca di argilla simile ai reperti della Mesopotamia
- Il complesso di vasi decorati con pittura policroma e decorazioni fantastiche e disegni precisi, morfologicamente vicini ai vasi di Kamares e le cui forme si estesero con la civilizzazione minoica

## La ceramica di Micene
La ceramica di Micene è caratterizzata dalla decorazione di fogliame, dai tratti geometrici curvilinei (cerchi e racemi) e, meno frequenti, figure zoologiche: polpi, uccelli e parti di forma stilizzata.

## La ceramica cipriota
La ceramica cipriota, di provenienza fenicia nell'epoca del suo apogeo, è un'imitazione di altre ceramiche preelleniche e greche. Abbondano le statuette coroplastiche, i vasi antropomorfi e quelli dipinti con figure stilizzate e tratti curvilinei. Tanto i vasi micenei come quelli ciprioti sono generalmente ricoperti da un ingobbio, vernice non vetrificata che ravviva i colori.

## La ceramica troiana
La ceramica troiana si distingue per i suoi capricciosi vasi con forme di animali e teste umane molto grezzi.

## La ceramica della Beozia
Le origini della ceramica della Beozia sono anteriori a quella ellenica che continuò o convisse con la prima ceramica ateniese. Ne sono elementi distintivi la vernice o ingobbio bianco con decorazioni in nero di carattere geometrico e figure stilizzate, abbondando i pezzi a forma di coppa con base cilindrica e alta.